# جيران سفلي (مراغة)
جيران سفلي هي قرية في مقاطعة مراغة، إيران. عدد سكان هذه القرية هو 128 في سنة 2006.